# Juan Bosch (1909-2001)
Pour les articles homonymes, voir Juan Bosch et Bosch.
Juan Bosch Gaviño (30 juin 1909, Concepción de La Vega - 1er novembre 2001, Saint-Domingue) est un écrivain et un homme politique dominicain. Il est le premier président de la République dominicaine élu démocratiquement après la fin de la dictature de Trujillo en 1961. Son œuvre littéraire comprend de très nombreuses nouvelles et courts romans.

## Biographie

### Premières années
Juan Bosch nait le 30 juin 1909 à Concepción de La Vega d'un père, José Bosch Subirats, espagnol d'ascendance catalane et d'une mère, Ángela Gaviño Costales, portoricaine également d'ascendance catalane. Il vit ses premières années dans un petit village rural, appelé Río Verde, où il commence ses études primaires. Il accomplit son éducation secondaire au Colegio San Sebastián de Concepción de La Vega, qu'il quitte au bout de trois ans, avant d'obtenir le Bachillerato. L'occupation militaire de la République dominicaine par les États-Unis le marquera profondément : « Dans mon enfance j'ai vu ramener des édifices publics le drapeau dominicain pour hisser à sa place celui des États-Unis et personne ne pourra imaginer ce que cela a signifié pour mon âme d'enfant de sept ans ». En 1924, il s’installe à Saint-Domingue où il travaille dans divers commerces, avant de partir en 1929 pour un voyage qui va le mener en Espagne, au Venezuela et dans plusieurs îles de la Caraïbe.
En 1931, il est de retour en République dominicaine, il devient journaliste au Listín Diario, crée la rubrique littéraire dont il devient le principal critique. En 1933 il publie son premier recueil de nouvelles, Camino realet plus tard, La Mujer. La même année, avec d'autres écrivains et artistes dominicains, il fonde le groupe La Cueva.
En 1935, il est nommé à la Direction générale de la statistique, où il organise le recensement national de la République dominicaine de cette année. En 1936, il publie son roman La Mañosa sur les guerres civiles du XIXe siècle, ce roman est bien accueilli par la critique.

### Activité politique et exil cubain
En plus de ses activités littéraires, Juan Bosch devient peu à peu un critique du régime de Rafael Trujillo. Il est emprisonné plusieurs mois en 1937. En 1938, il choisit de s'exiler à Porto Rico, puis s'installe à Cuba en 1939. Il y dirige une édition des Œuvres complètes d'Eugenio María de Hostos. En juillet de cette même année, avec d'autres exilés dominicains, il fonde le Parti révolutionnaire dominicain qui se distingue rapidement comme le parti le plus actif contre la dictature. Si Juan Bosch s'est toujours situé dans le camp progressiste et démocratique, il n'a aucune attirance pour le communisme. À Cuba, il collabore avec le Partido Revolucionario Cubano (Auténtico) (PRC(A)) et joue un rôle dans l'élaboration de la Constitution promulguée en 1940 par Fulgencio Batista.
En parallèle à son activité politique, Juan Bosch s'affirme aussi comme un des écrivains les plus importants de la Caraïbe hispanophone. Sa renommée d'écrivain et de chef du parti le plus actif contre Trujillo, lui permettent de rencontrer les chefs d'État et de gouvernement opposés à Trujillo. En janvier 1945, il voyage au Mexique, en octobre, il rencontre le président Rómulo Betancourt au Venezuela et en novembre le président Élie Lescot d'Haïti lui fait don de 25 000 dollars pour l'aider dans la lutte contre Trujillo. Cela lui permet d'organiser et de préparer l'expédition de Cayo Confites contre Trujillo en 1947, à laquelle participe également Fidel Castro. En réponse, Juan Bosch est victime d’un attentat déjoué lors d'un séjour à Mexico en 1947.
Après l'échec de cette tentative, Juan Bosch revient à Cuba et s'implique dans la vie politique cubaine aux côtés du PRC(A), il est notamment l'auteur du discours prononcé par le président Carlos Prío Socarrás lors de la translation du corps de José Marti à Santiago de Cuba. Cette proximité avec le président Prio lui vaut d'être incarcéré en 1952, après la coup d'État de Batista. Après sa libération, il quitte Cuba pour le Costa Rica où il se consacre à des activités pédagogiques et à la direction du PRD.
La révolution cubaine en 1959 lui fait écrire à Trujillo le 27 février 1961 que son rôle historique est fini. Le 30 mai 1961, Juan Bosch rentre en République dominicaine après l'assassinat de Trujillo.

### Un président réformateur
Dès son retour, Juan Bosch mène une campagne active pour être élu à la Présidence avec le soutien du Parti révolutionnaire dominicain, son appel aux classes populaires, particulièrement rurales lui vaut un grand succès, mais l'Église et les fractions conservatrices de la société dominicaine l'accusent d'être un agent communiste. Cette opposition ne l'empêche pas d'être élu le 20 décembre 1962, avec 62 % des voix, face à Viriato Fiallo soutenu par l'Union civique nationale qui rassemblait des proches de Trujillo.
Dès sa prise de fonction, Juan Bosch lance de profondes réformes du pays. Le 29 avril 1963 il proclame une nouvelle constitution qui garantit au peuple des libertés qu'il n'avait jamais eues, notamment en matière de droit du travail, comme la reconnaissance des syndicats, mais aussi d'égalité entre homme et femme ou de protection des fermiers. En outre, il pose le principe d'une réforme agraire, légalise le divorce, proclame l'égalité des enfants naturels et légitimes, commence à contrôler les finances et la corruption et annule des contrats avec des compagnies nord-américaines afin de privilégier les intérêts de la République dominicaine.
Ces réformes irritent profondément les secteurs les plus conservateurs de la société dominicaine : les latifundistes qui voient contester leur prérogatives sur les paysans, l'Église catholique romaine qui s'oppose à la sécularisation de la société qu'il encourage et les industriels qui s'opposent aux nouveaux droits pour les ouvriers. De plus l'armée se sent exclue du pouvoir peu à peu après avoir mené la sortie de la dictature et surtout les États-Unis craignent de plus en plus que Juan Bosch se déclare à son tour communiste, à l'instar de Fidel Castro. En juillet 1963, le général Elías Wessin de l'armée de l'air lui demande de remettre sa démission. En retour, les partis de gauche se rassemblent en un Front pour la défense de la démocratie.
Le 15 septembre, une première tentative de putsch échoue. Cinq jours plus tard, les partis conservateurs lancent un ordre de grève générale aux commerçants. Le 24 septembre 1963, dirigée par le général Elías Wessin, une junte s’empare du pouvoir et proclame l’« écrasement du communisme et du castrisme en République dominicaine ». Le président déchu part en exil à Puerto Rico.

### La guerre civile dominicaine
Pendant son exil, des troubles ont lieu en République dominicaine à cause des luttes entre les groupes de gauche et d'extrême-gauche et les milieux conservateurs. À cause de ces troubles politiques, la situation économique se dégrade. Le 24 avril 1965, des officiers se rebellent contre l'Assemblée, avec le soutien du peuple, pour restaurer le gouvernement de Bosch et la Constitution de 1963. Cette action déborde rapidement les forces militaires fidèles au gouvernement du triumvirat dirigé en sous-main par Elías Wessin devenu chef des armées. Les combats sont très violents, faisant plusieurs milliers de blessés et tués. Les États-Unis décident l'envoi de 40 000 soldats, par le président américain Lyndon Johnson, pour stopper celle-ci et ainsi éviter un « autre Cuba ». L'occupation de la République dominicaine par les États-Unis dure du 27 avril 1965 au 20 septembre 1966 pendant laquelle est organisée une élection présidentielle qui porte Joaquín Balaguer Ricardo au pouvoir le 1er juillet 1966 face à Juan Bosch revenu de son exil.

### La fondation du Parti de la libération dominicaine
Après son échec à la présidentielle de 1966, Juan Bosch s'installe en Espagne et se consacre à son œuvre littéraire, écrivant de nombreux essais politiques ou historiques.
En 1970, il revient plus nettement dans le champ politique et veut réformer le Parti révolutionnaire dominicain, notamment en améliorant la formation politique et historique des militants et en proposant une ligne politique plus proche des idéaux révolutionnaires d'origine, mais la majorité des perredistes préfèrent une politique plus centriste. Face à cette absence de confiance du PRD, il ne peut se présenter à l'élection présidentielle de 1970 face à Balaguer.
Cette divergence grandissante entre Juan Bosch et une partie d'un PRD de plus en plus gagnée par la corruption l'amène à quitter le parti pour fonder le Parti de la libération dominicaine (PLD) le 15 décembre 1973.

### Les dernières années
En tant que rival de Joaquín Balaguer, Bosch reste une figure importante de politique de la République dominicaine, il postule notamment pour la présidence sous l'étiquette du PLD en 1978, 1982, 1986. Il est près de remporter l'élection de 1990, mais des soupçons de fraude pèsent sur la victoire de Balaguer. En 1994, il arrive troisième à l’élection, mais les observateurs pensent qu'il souffre déjà de la maladie d'Alzheimer. En 1996, il soutient le Front patriotique, alliance du Parti de la libération dominicaine avec le Parti réformiste social chrétien de Balaguer pour éliminer le Parti révolutionnaire dominicain du pouvoir.
Juan Bosch meurt le 1er novembre 2001 à Saint-Domingue, il reçoit alors des obsèques nationales en tant qu'ex-président et est enterré dans sa ville natale de Concepción de La Vega.